# Golpe de Estado de julio de 1822

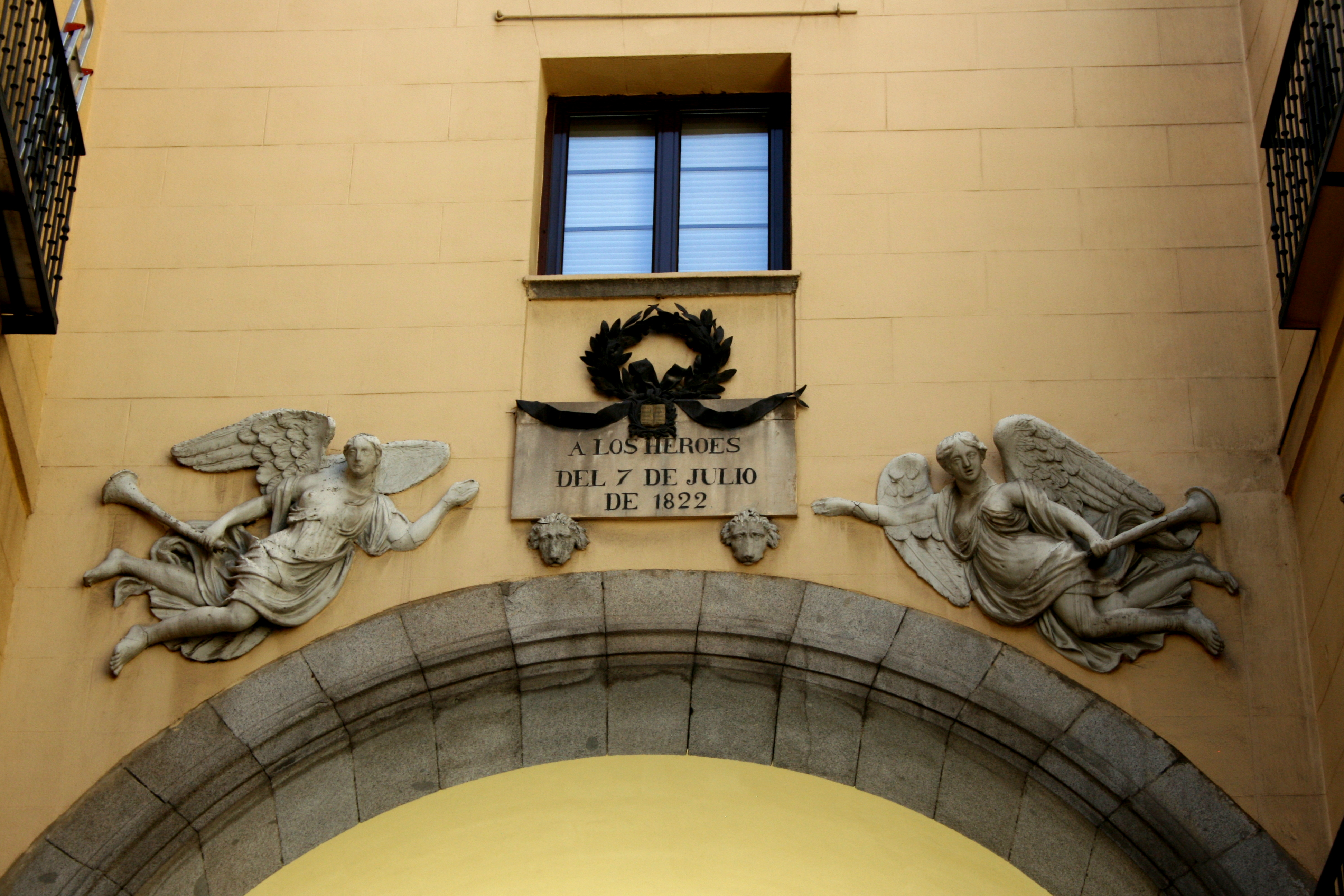
Lápida dedicada a los héroes de la «Jornada del 7 de julio» de 1822 en el arco que comunica la calle del 7 de julio con la Plaza Mayor de Madrid, lugar del enfrentamiento entre la Milicia Nacional, apostada en el interior de la plaza, y la Guardia Real sublevada.

El golpe de Estado de julio de 1822, también conocido como el golpe de Estado del 7 de julio, fue un golpe de Estado fallido que tuvo lugar en España durante el Trienio Liberal. Pretendía acabar por la fuerza con el régimen constitucional, restablecido tras el triunfo de la Revolución de 1820, y restaurar la monarquía absoluta. Como ha señalado Juan Francisco Fuentes, «fue el intento más serio de golpe de Estado absolutista, que no en vano tuvo su epicentro en el Palacio Real de Madrid», aunque contó con numerosas ramificaciones fuera de la capital, lo que demuestra «la existencia de un plan relativamente amplio y maduro». «Marcó un punto de inflexión en el transcurso del Trienio», han subrayado Ángel Bahamonde y Jesús Antonio Martínez. La misma tesis sostienen Pedro Rújula López y Manuel Chust: «La crisis de julio marcó de manera traumática la evolución del régimen constitucional».
Según Emilio La Parra López, la idea de realizar un golpe de Estado contra el régimen constitucional surgió de una entrevista privada del rey Fernando VII con el embajador francés conde de La Garde que se celebró a principios de mayo de 1822 y durante la cual ambos coincidieron en que debía seguir el modelo del 18 brumario de Napoleón. El proyecto definitivo del golpe, según La Parra, se ideó en el entorno de Fernando VII y su plan específico fue tomado de la «Conspiración de Matías Vinuesa» del año anterior. De su ejecución se encargarían las «Confidencias», la red secreta extendida por todo el país de grupos absolutistas financiados y dirigidos desde Palacio, y de sublevar a la  Guardia Real se ocuparía el oficial del cuerpo Ramón Zuloaga, conde de Torrealta. El marqués de las Amarillas, testigo directo de los hechos, escribió en sus Recuerdos: «El rey fue el alma y móvil primero de la insurrección». El 4 de julio, en pleno golpe, el embajador La Garde comunicó a su gobierno en un mensaje cifrado: «El rey está completamente comprometido y es el que ordena las cosas» —según contó después La Garde, el rey le pidió que intentara que el Gobierno se sumara a la operación, pero fracasó—.
El 1 de julio se sublevó la Guardia Real y Fernando VII a punto estuvo «de marcharse con los sublevados para ponerse al frente de la contrarrevolución». El rey lo consultó con el gobierno del liberal moderado «anillero» Francisco Martínez de la Rosa, cuyos miembros pasaron la mayor parte del tiempo en el Palacio Real como virtuales prisioneros (y había órdenes preparadas para su encarcelamiento), y este se lo desaconsejó por ser demasiado arriesgado. «El Gobierno se dejó encerrar en Palacio, junto al Rey, porque en definitiva lo que se estaba haciendo era llevar a la práctica el viejo plan de Vinuesa», ha afirmado Alberto Gil Novales. «Durante toda una interminable semana el palacio fue el centro de una ambiciosa acción contrarrevolucionaria. Madrid se convirtió en rehén de las fuerzas de la Guardia del rey, y el propio monarca, con su actitud ambigua y silente, atenazó al Ejecutivo impidiéndole tomar medidas y dejó la iniciativa a los rebeldes», han puntualizado Rújula y Chust. Finalmente, la Guardia Real fue derrotada en la «Jornada del 7 de julio» por las fuerzas constitucionales encabezadas por la Milicia Nacional.

## Antecedentes

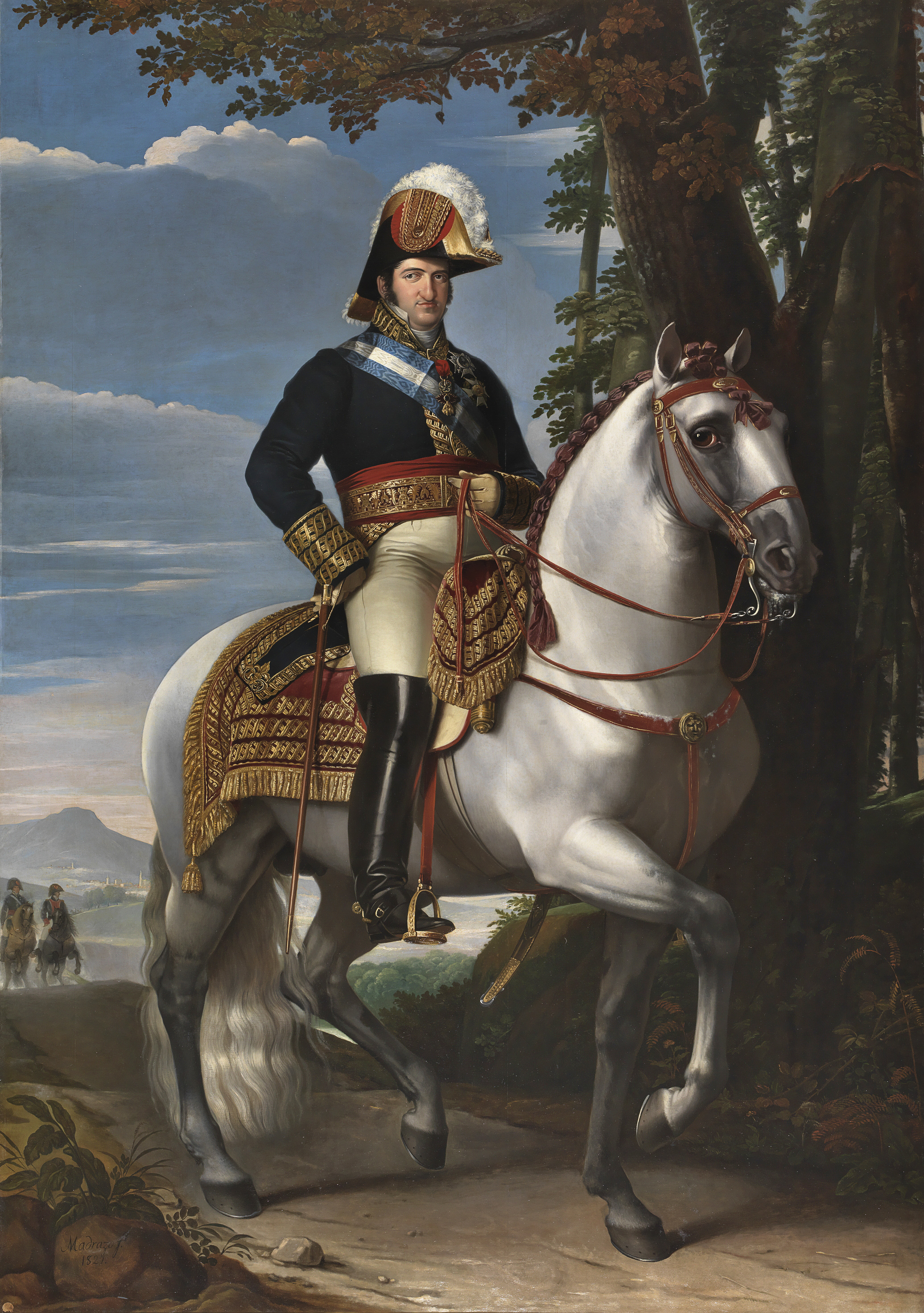
Retrato ecuestre de Fernando VII por José de Madrazo (1821), Museo del Prado.

Durante la primavera de 1822 se incrementaron notablemente las acciones de las partidas realistas (sobre todo en Cataluña, Navarra, el País Vasco, Galicia, Aragón y Valencia, y de forma más esporádica en Asturias, Castilla la Vieja, León, Extremadura, Murcia, Andalucía y Castilla la Nueva) y hubo varios conatos de rebeliones absolutistas, la más importante de las cuales se produjo en Valencia el 30 de mayo de 1822. En esa fecha se sublevaron los artilleros de la Ciudadela en nombre del rey absoluto y proclamaron como Capitán General de Valencia al general Elío, que ya había encabezado el golpe de Estado de 1814 que restauró el absolutismo y que entonces se encontraba preso. La insurrección solo duró un día ya que las fuerzas constitucionalistas tomaron al asalto la Ciudadela. El general Elío, que probablemente no había participado en la conjura, fue juzgado y condenado a muerte por garrote vil, sentencia que fue ejecutada el 4 de septiembre. «Elío pagó con su vida no tanto la sublevación de 1822 cuanto el pronunciamiento de 1814 y la larga represión que había ejercido sobre los liberales», ha señalado Alberto Gil Novales. Ese mismo día 30 de mayo, onomástica del rey, una multitud se congregó en torno al Palacio de Aranjuez para aclamar a Fernando VII con gritos de «¡Viva el Rey solo!» y «¡Viva el rey todo absoluto!» y se produjeron momentos de tensión entre miembros de la Guardia Real, convertida en uno de los puntales de la contrarrevolución, y de la Milicia Nacional. «Lo relevante de aquella jornada es que no parecía un movimiento espontáneo sino que fue interpretado casi unánimemente como una acción realista planificada. Llegó a rumorearse que se trataba de un plan para proclamar al rey absoluto».
Al mes siguiente, creyendo que el infante don Carlos iba a encabezar la sublevación, se rebeló en Castro del Río la Brigada de Carabineros que el 1 de julio iba a ser disuelta en cumplimiento de un decreto de las Cortes de 19 de mayo. La Brigada de Carabineros era, junto con la Guardia Real, uno de los dos cuerpos militares más desafectos al régimen constitucional ya que eran exponentes del ejército estamental propio del Antiguo Régimen. De la Guardia Real dijo Francisco Fernández de Córdoba que tenía en ella a un hermano: «vivían en estado de permanente conspiración, y ocupábanse... en urdir tramas y fraguar complots para derribar en breve plazo a los restauradores de la Constitución». La rebelión de los carabineros fue el prólogo de la sublevación de la Guardia Real y casi coincidió con la toma de la Seo de Urgel el 21 de junio por las partidas realistas. «A partir de ese momento la contrarrevolución contó con un núcleo rebelde en territorio español. Era una de las condiciones que había impuesto Francia para prestar su apoyo al rey. Cuando llegó la noticia a Aranjuez los cortesanos elevaron el ánimo y retomaron con nueva energía la actividad conspirativa». El marqués de Miraflores escribió en sus Apuntes histórico-críticos (1834) que en vísperas de la «Jornada del 7 de Julio» «España [ofrecía] el horrible espectáculo de una sangrienta guerra civil».

## El golpe

### La sublevación de la Guardia Real

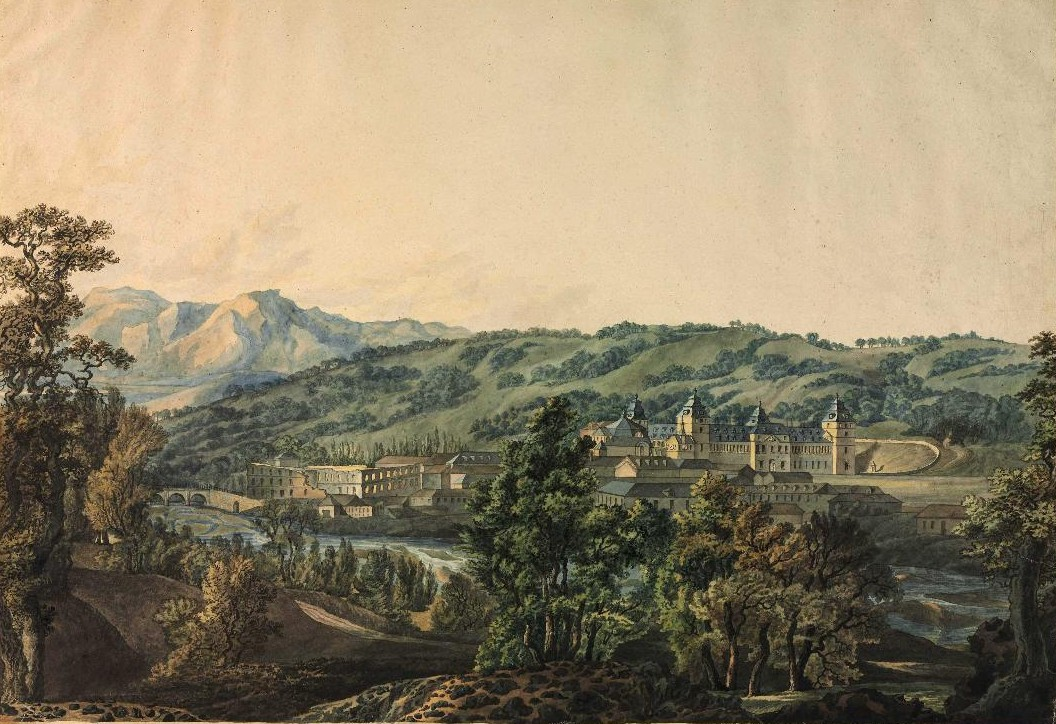
Vista del monte y palacio de El Pardo a donde se dirigieron en la madrugada del 1 al 2 de julio cuatro batallones sublevados de la Guardia Real, iniciando así el golpe.

El 30 de junio de 1822 al volver el rey de clausurar el periodo de sesiones de las Cortes —el monarca había regresado a Madrid tres días antes desde Aranjuez donde estaba residiendo desde marzo— en las inmediaciones del Palacio Real grupos de civiles gritaron «¡Viva la Constitución!» que fueron respondidos con «¡Viva el rey absoluto!» de la Guardia Real. Entonces se produjo un altercado que se saldó con la muerte de un miembro de la Milicia Nacional y del teniente liberal de la Guardia Real Mamerto Landaburu asesinado por sus compañeros en el patio del palacio (en honor suyo se fundaría la sociedad patriótica Landaburiana). El teniente se había encarado con ellos reprochándoles su comportamiento (habían expulsado al retén de la Milicia Nacional que se ocupaba de la seguridad de la zona y habían acordonado el perímetro del Palacio) y sus vivas a favor del rey absoluto. Según relató la Historia de la vida y reinado de Fernando VII publicada en 1842, una vez el rey llegó a palacio la guardia desalojó a un retén de la Milicia nacional y a los paisanos que ocupaban la Plaza de Oriente y fue avanzando sus posiciones sin atender a las órdenes de sus superiores, animada desde los balcones de palacio. En tal situación, Mamerto Landaburu, teniente 1.º del Regimiento de Infantería de la Guardia Real, conocido por sus ideas liberales, trató de imponer el orden a sus subordinados, que le respondieron con insultos. El joven teniente respondió a la insubordinación hiriendo con su sable a uno de los guardias y, aunque otros compañeros de armas trataron de salvarle de la irritación de los compañeros del herido, introduciéndole en palacio, fue asesinado por tres granaderos que le dispararon por la espalda. La noticia del asesinato del teniente Landáburu y de la actitud desafiante de la Guardia Real circuló con rapidez por todo Madrid.
Ante estos hechos el Ayuntamiento de Madrid tomó la iniciativa, a la que se sumaría la Diputación Permanente de Cortes, movilizando a la Milicia Nacional y exigiendo al Gobierno que castigara a los culpables de los asesinatos y los desórdenes. También presentó una exposición al rey en el que se decía que Madrid estaba «en general alarma» y se insistía en la «conspiración constante» que se observaba «hac[ía] tiempo contra nuestras preciosas libertades». En la noche del 1 al 2 de julio cuatro batallones de la Guardia Real, que sumaban unos 1500 hombres, abandonaron sus cuarteles para situarse en El Pardo —donde arrancaron la placa constitucional—, mientras los otros dos se quedaron custodiando el Palacio Real. «Este movimiento constituía el primer acto de una operación de asalto al orden constitucional que tendría en vilo al país durante siete días». De hecho, estaba previsto que Fernando VII con su familia acudiera a El Pardo para ser proclamado allí rey absoluto, pero «el rey no se atrevió a salir de Madrid o no lo consideró conveniente, e intentó culminarlo todo desde palacio», rodeado de aristócratas y militares de su plena confianza, entre los que se encontraba el marqués de las Amarillas.
Debido a la parálisis del jefe político de Madrid (y del Gobierno), el Ayuntamiento asumió en la práctica todos los poderes y organizó la resistencia de la capital. A los milicianos ya movilizados se les unieron la guarnición local, comandada por el general Morillo, generales que acudieron a la sede del Ayuntamiento —Riego, Ballesteros y Palarea— y un grupo de oficiales sin destino en Madrid que ese mismo día, 1 de julio, formaron junto con paisanos el Batallón Sagrado, armado por el Ayuntamiento, y que quedó al mando del general Evaristo San Miguel. El marqués de Miraflores afirmó en sus Apuntes histórico-críticos (1834) que Madrid «era un campamento», con su centro en la Plaza de la Constitución defendida por la Milicia y por algunas piezas de artillería. El diario El Universal se preguntaba en su edición del 3 de julio en referencia a la Guardia Real sublevada:

Pero ¿qué intentan estos ilusos? ¿cuál es su plan? ¿qué desenlace prevén que podrá tener esta sedición tan escandalosa? ¿esperan acaso que los habitantes de la capital, que su valerosa guarnición, que su denodada milicia, y que tantos valientes y decididos patriotas, como en este momento se hallan con las armas en la mano, resueltos a morir por la constitución, se humillarán con recibir la ley de un puñado de soldados indisciplinaos?

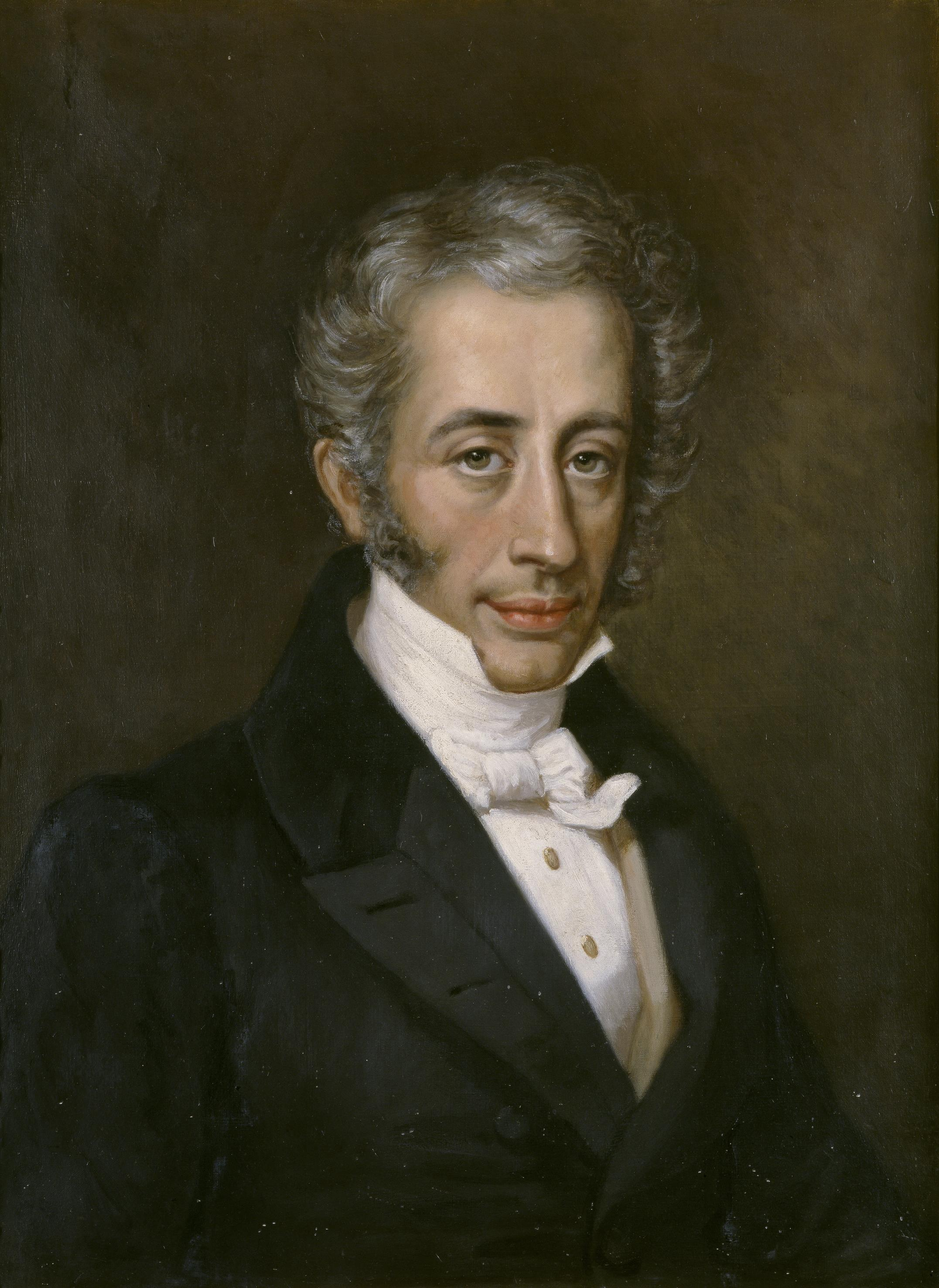
Francisco Martínez de la Rosa, líder del Gobierno, cuyos miembros quedaron recluidos en el Palacio Real.

Siguiendo con el «plan de Vinuesa», el rey había llamado a Palacio al Gobierno liderado por el liberal moderado «anillero» Francisco Martínez de la Rosa con el pretexto de buscar una solución a la crisis y sus miembros se consideraron obligados a acudir. En cuanto llegaron quedaron recluidos en una dependencia del Palacio sin poder salir de ella —según contó después el embajador francés, conde de La Garde, también presente en el Palacio, el encierro de los ministros se debió a que se negaron a secundar el golpe y durante su confinamiento fueron objeto de un trato insultante y degradante por parte de los sirvientes—. El Gobierno, allí encerrado, no declaró en rebeldía a los batallones de la Guardia Real que se habían marchado a El Pardo al no considerarlos una amenaza y se limitó a ordenar su traslado, sin ser obedecido. Tampoco secundó las iniciativas del Ayuntamiento y de la Diputación Permanente. Parecía que el Gobierno estaba adoptando una posición ambigua, «cómplice» dirán los liberales exaltados (que llamaban a Martínez de la Rosa, Rosita la Pastelera), intentando aprovechar la sublevación de la Guardia Real para imponer su plan de Cámaras (introducir una segunda Cámara que «frenara» los impulsos «radicales» del Congreso de los Diputados).
Mientras tanto, Fernando VII había enviado el 2 de julio una carta a Luis XVIII en la que le pedía que interviniera: «Ruego a vuestra majestad considere el estado de mi peligrosa situación y real familia para que sin pérdida de tiempo vengan auxilios suficientes como mejor se pueda a ponernos a salvo». El 6 de julio, en una muestra inequívoca de complicidad con los sublevados, no admitió la dimisión que el Gobierno le presentó. Al parecer en Palacio los golpistas se estaban debatiendo entre el «sacrificio de una parte de la autoridad absoluta de que gozaba el año 1814», como le recomendaba al rey el embajador francés La Garde (es decir, que adoptara el modelo de la Carta Otorgada), o la posición maximalista del absolutismo puro. Martínez de la Rosa estaba al tanto de estas discusiones (a la espera de que triunfara la opción de la reforma de la Constitución que introdujera su plan de Cámaras), pero finalmente se impuso la segunda alternativa tras consultar al Consejo de Estado que dictaminó que no era posible reformar de forma inmediata la Constitución —previamente Fernando VII había intentado que el Consejo de Estado avalara el golpe de Estado restituyéndole sus poderes absolutos anteriores a la revolución de 1820—. En la decisión del rey de no aceptar una «monarquía templada» también influyó la noticia de que había estallado una insurrección realista en Andalucía.

### La «Jornada del 7 de Julio»

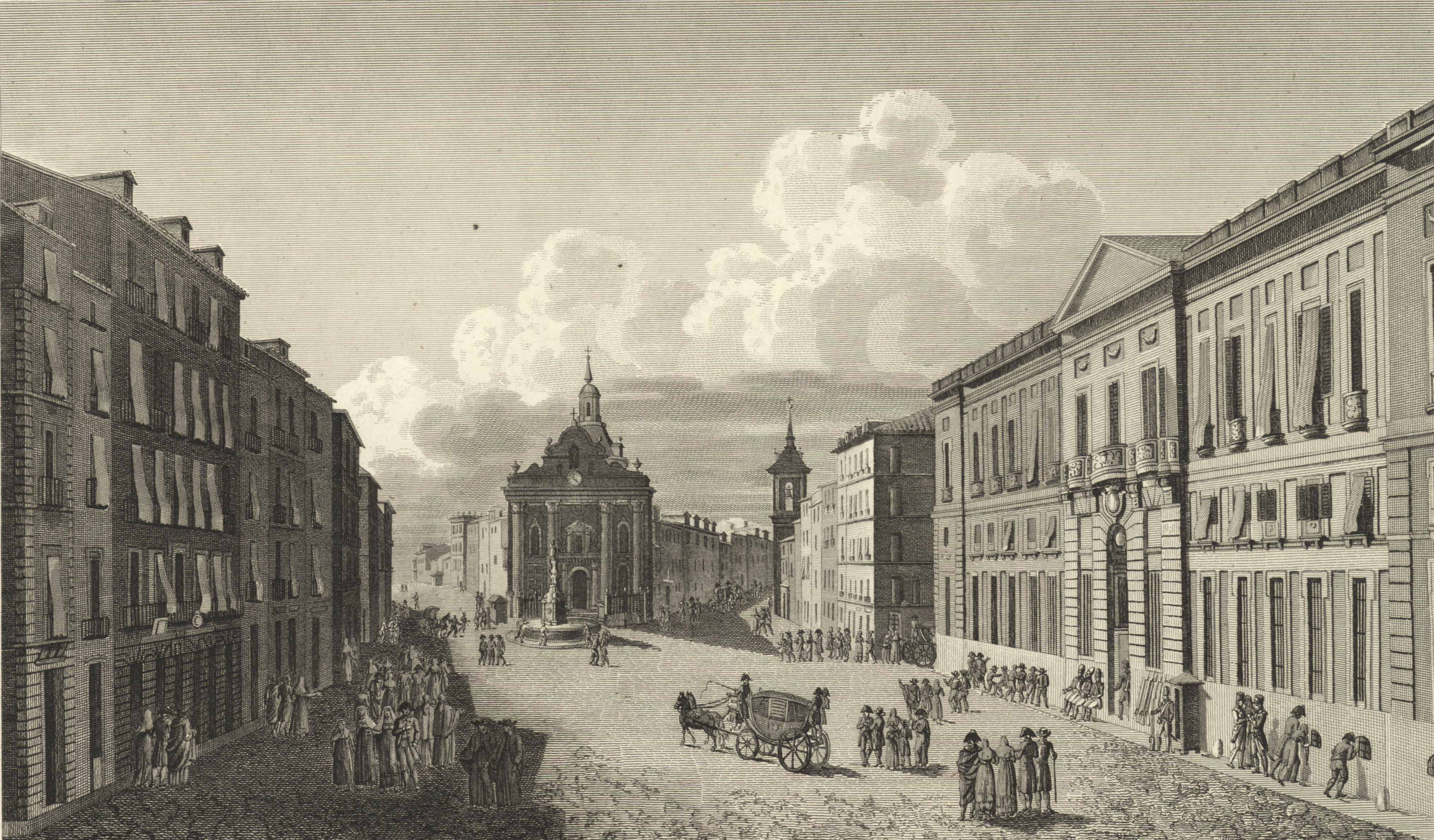
Vista de la Puerta del Sol en 1820. Al fondo la fuente y la iglesia del Buen Suceso y a la derecha la Casa de Correos.

La madrugada del 7 de julio los cuatro batallones de El Pardo cayeron silenciosamente por sorpresa sobre Madrid. Penetraron por el Portillo del Conde-Duque, dividiéndose en tres columnas que se dirigieron al Parque de Artillería, a la Puerta del Sol y a la Plaza de la Constitución, defendida por la Milicia. La columna que se dirigía al Parque de Artillería fue dispersada por un destacamento del Batallón Sagrado. A la de la Plaza de la Constitución le hicieron frente la Milicia Nacional, grupos de paisanos armados por el Ayuntamiento y también el Batallón Sagrado. Los guardias reales se vieron obligados a retroceder hacia la Puerta del Sol, donde tuvieron lugar los combates más intensos, y después hacia el Palacio Real, donde se refugiaron para huir. En contra de lo que esperaban los golpistas, la acción de la Guardia Real no había contado con ningún apoyo popular, a pesar de que se había repartido dinero en los barrios más pobres.
La implicación del rey en la insurrección se puso aún más claramente de manifiesto cuando, según contó en sus memorias el marqués de las Amarillas (que fue testigo de los hechos), los oficiales de la Guardia Real que se aprestaban a huir (o a rendirse) «empezaron a despedirse de la familia real, como si fuesen a una muerte cierta; la reina estaba convulsa y cuasi accidentada; el rey, conmovido; las infantas, enternecidísimas». Los guardias reales fueron perseguidos en su huida —a las ventas de Alcorcón— por el ejército y por milicianos. Muy pocos conseguirían unirse a las partidas realistas. Según Josep Fontana, «mientras sucedían todas estas cosas, los ministros aguantaron, callaron, disimularon. Lograron, con ello, ocultar la complicidad del rey y dejaron las cosas de forma que éste pudiera comenzar a organizar con más acierto su próxima tentativa contra el régimen constitucional». Como ha subrayado Pedro Rújula, «el rey actuó como si nada tuviera que ver con lo sucedido. Felicitó a las fuerzas de la libertad, abrió causa a la guardia y expulsó de su lado a los cortesanos más identificados con la conspiración... Los ministros que habían permanecido como rehenes durante seis días pudieron irse finalmente a sus casas».

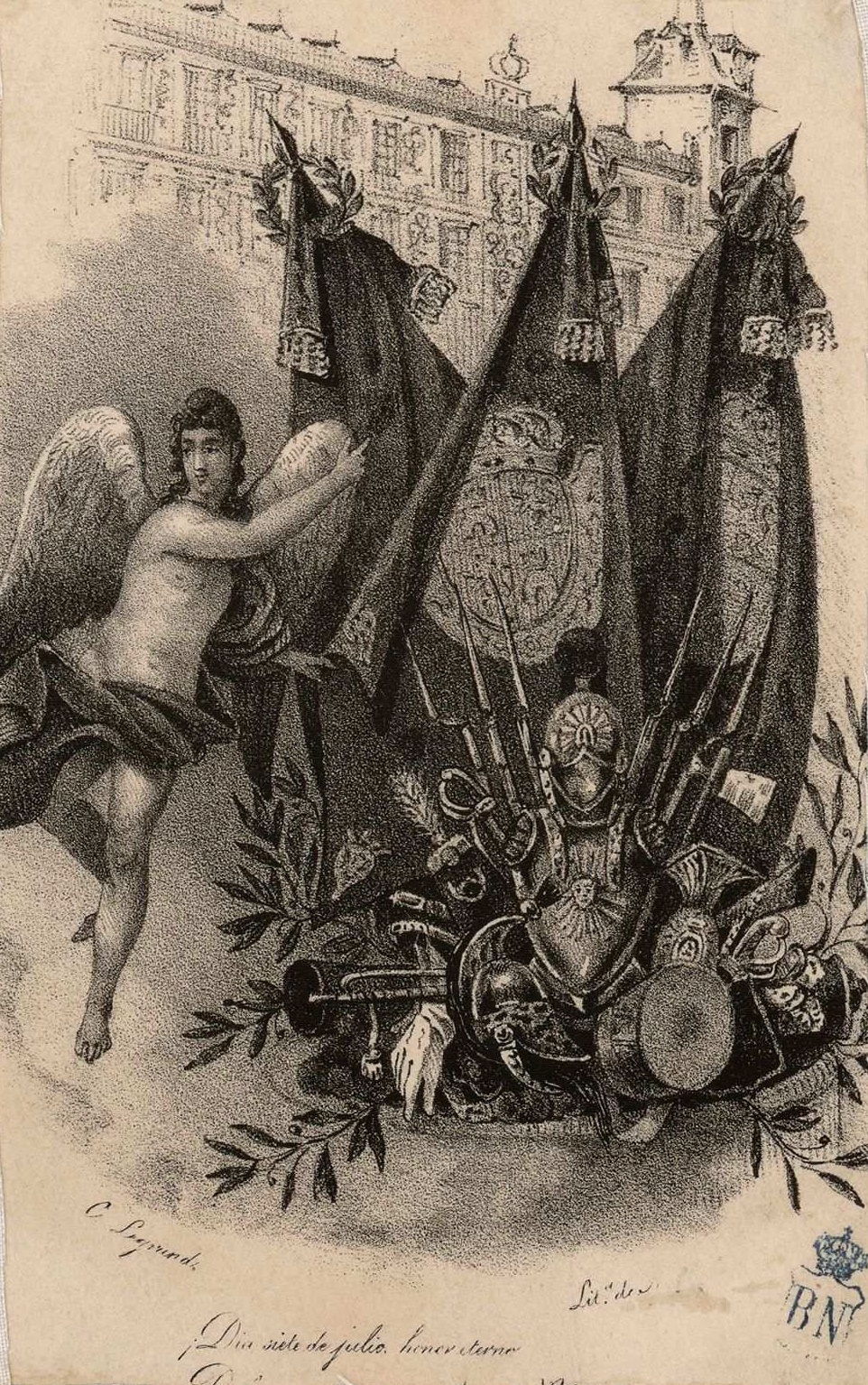
Alegoría del 7 de julio (litografía de Luis Carlos Legrand, Biblioteca Nacional de España). La inscripción dice: «¡Día 7 de julio honor eterno!».

La victoria fue para los milicianos y los voluntarios que lograron derrotar a los guardias reales y los vivas a la Constitución se extendieron por toda la capital. «El 7 de julio se convirtió en una jornada heroica para la memoria del liberalismo, a través de la construcción de un relato en virtud del cual el pueblo de Madrid había derrotado al absolutismo y salvado la Constitución», ha afirmado Álvaro París Martín. Al día siguiente El Universal publicaba que «el aniversario del 7 de julio de 1822 será celebrado por nuestros descendientes» como muestra de «que no hay fuerza humana que resista a la voluntad de un gran pueblo que ha resuelto morir o vivir libre». La «gesta heroica» fue inmortalizada en una serie de grabados del «Memorable día 7 de julio de 1822». Además, se celebró un solemne entierro de un miliciano caído el 7 de julio. El féretro fue «conducido por las principales calles escandalosamente rodeado de palmas y laureles», según afirmó un absolutista, hasta llegar al cementerio de la Puerta de Fuencarral.
Esta visión ha sido asumida por varios historiadores actuales. «La victoria la ganó el pueblo, que tuvo en aquellos días, pero sobre todo el 7 de julio, una actuación heroica», ha subrayado Alberto Gil Novales. Juan Sisinio Pérez Garzón, citado por Bahamonde y Martínez, ha destacado el papel desempeñado por los Milicia Nacional y dentro de ella por los sectores populares. «En efecto, el carácter más abierto del que fue dotándose a la milicia a iniciativa de los exaltados y del ayuntamiento en la interpretación de los sucesivos reglamentos, hizo que la mitad o las dos terceras partes de cada compañía de los batallones segundo y tercero estuvieran compuestos de menestrales que vivían de un trabajo eventual y diario», han afirmado Bahamonde y Martínez siguiendo a Pérez Garzón. Este por su parte concluye: «Las fuerzas constitucionales ganaron la batalla del 7 de julio. El protagonismo estuvo en la milicia, que aglutinaba en sus tres batallones desde las capas proletarizadas de la población madrileña hasta los aristócratas y banqueros del escuadrón de caballería, incluyendo capas medias como empleados y pequeños propietarios». Álvaro París Martín, discrepa de esta visión, señalando, primero, que el «paisanaje no tuvo ninguna participación» en los combates contra la Guardia Real —reconoce que «el 7 de julio hubo partidas de ciudadanos armados que combatieron junto a los tres batallones de la milicia», «pero ninguna de las fuentes disponibles hace pensar en un levantamiento de carácter popular»—, y segundo, que los porcentajes de la participación de los jornaleros y artesanos en la milicia estimados por Pérez Garzón fueron mucho menores —«la representación de los sectores inferiores del universo laboral madrileño fue limitada», afirma París Martín—.
Alberto Gil Novales también ha señalado que si a pesar de los apoyos con que contaba («el Rey y la familia real, el Gobierno, las altas jerarquías del ejército y de la Iglesia, los palaciegos, etc.») «la insurrección fracasó, se debió a la falta de unidad en cuanto a los fines de los sublevados, pues unos querían el famoso plan de Cámaras, es decir, la introducción de un Senado que frenase la posible inclinación a la democracia de las Cortes, y otros querían la vuelta al absolutismo sin más. Actuaron también con precipitación y con evidente torpeza».

## Consecuencias

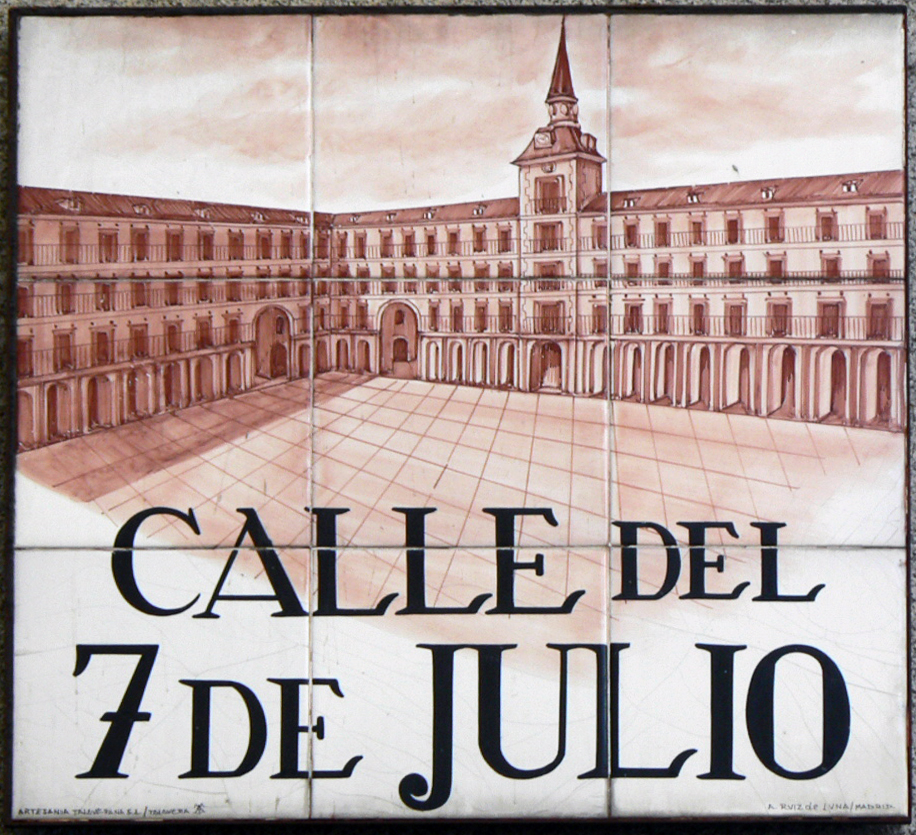
Placa de la calle del 7 de julio que da acceso a la Plaza Mayor de Madrid, dedicada a la «Jornada del 7 de julio» de 1822.

El fiscal Juan de Paredes instruyó el proceso, después de que otros fiscales hubieran renunciado a hacerlo. No pudo procesar al Rey porque según la Constitución era inviolable, aunque sí creía que podía tomarle declaración, pero se propuso procesar al resto de presuntos implicados: miembros de la familia real, ministros, altos cargos de Palacio, generales,... Algunos huyeron al extranjero a pesar del indulto que el rey les concedió. Finalmente el 2 de noviembre de 1822 el Tribunal especial de Guerra y Marina le arrebató la causa a Paredes y la cerró. «Ya no habrá más responsabilidades, excepto un par de desgraciados a los que se dará garrote». El rey, con un alto grado de cinismo, había felicitado al Ayuntamiento y a la Diputación Permanente por su actuación durante la crisis y había descargado toda la responsabilidad en los ministros. A principios del año siguiente la Diputación Permanente aprobó un dictamen sobre lo sucedido en el que se elogiaba al Ayuntamiento de Madrid y a la milicia, y se destacaba la debilidad del Gobierno y su complicidad indirecta, así como la del Consejo de Estado y la del jefe político de Madrid, pero no se acusaba directamente al rey debido a su irresponsabilidad e inviolabilidad. Así pues, el rey y los miembros de su familia no fueron incriminados y se impuso la explicación oficial de que Fernando VII había estado rodeado de «pérfidos consejeros».
Como ha destacado Juan Francisco Fuentes, «el fracaso del golpe de Estado del 7 de julio de 1822 marca un antes y un después en la historia del Trienio Liberal: tras aquella jornada el poder pasó de los moderados a los exaltados. Pero el cambio de ciclo que supuso el golpe del 7 de julio no se agota en este hecho. Los enemigos del liberalismo tomaron buena nota de la incapacidad del absolutismo español para derrocar por sus propios medios al régimen constitucional... Ese análisis del fracaso del golpe hizo que a partir de entonces casi toda la presión sobre el régimen viniera del exterior, donde el liberalismo español contaba con viejos enemigos». Gil Novales coincide: «para los absolutistas y sus aliados más o menos vergonzantes, el fracaso del Siete de Julio les obligó a recurrir a la invasión extranjera». «Fernando VII fue el primero en percatarse de ello», ha afirmado Emilio La Parra López, quien destaca que el mismo día 7 de julio los embajadores extranjeros amenazaron al Gobierno español mediante una nota en la que «de la manera más formal» le advertían «que de la conducta que se observe respecto de S.M.C. [Su Majestad Católica, tratamiento oficial de Fernando VII] van a depender las relaciones de España con la Europa entera, y que el más leve ultraje a la majestad real sumergirá a la Península en un abismo de calamidades».
Durante el golpe tanto el Ayuntamiento de Madrid como la Diputación Permanente se habían dirigido al Rey para que cumpliera con su papel constitucional, amenazándole incluso con el nombramiento de una Regencia. Fracasado el intento de golpe de Estado absolutista, las dos instituciones volvieron a insistir en que siguiera la senda constitucional, además de exigir el castigo de los culpables, la depuración de los servidores de Palacio —fueron destituidos el mayordomo mayor y el comandante de la guardia— y el nombramiento de un nuevo gobierno. El 18 de julio la Diputación Permanente le reiteró: «Manifieste V.M. de un modo firme y resuelto su decisión por el sistema constitucional: acompañe las palabras con obras, y la tranquilidad y confianza recíproca será bien pronto restablecida».

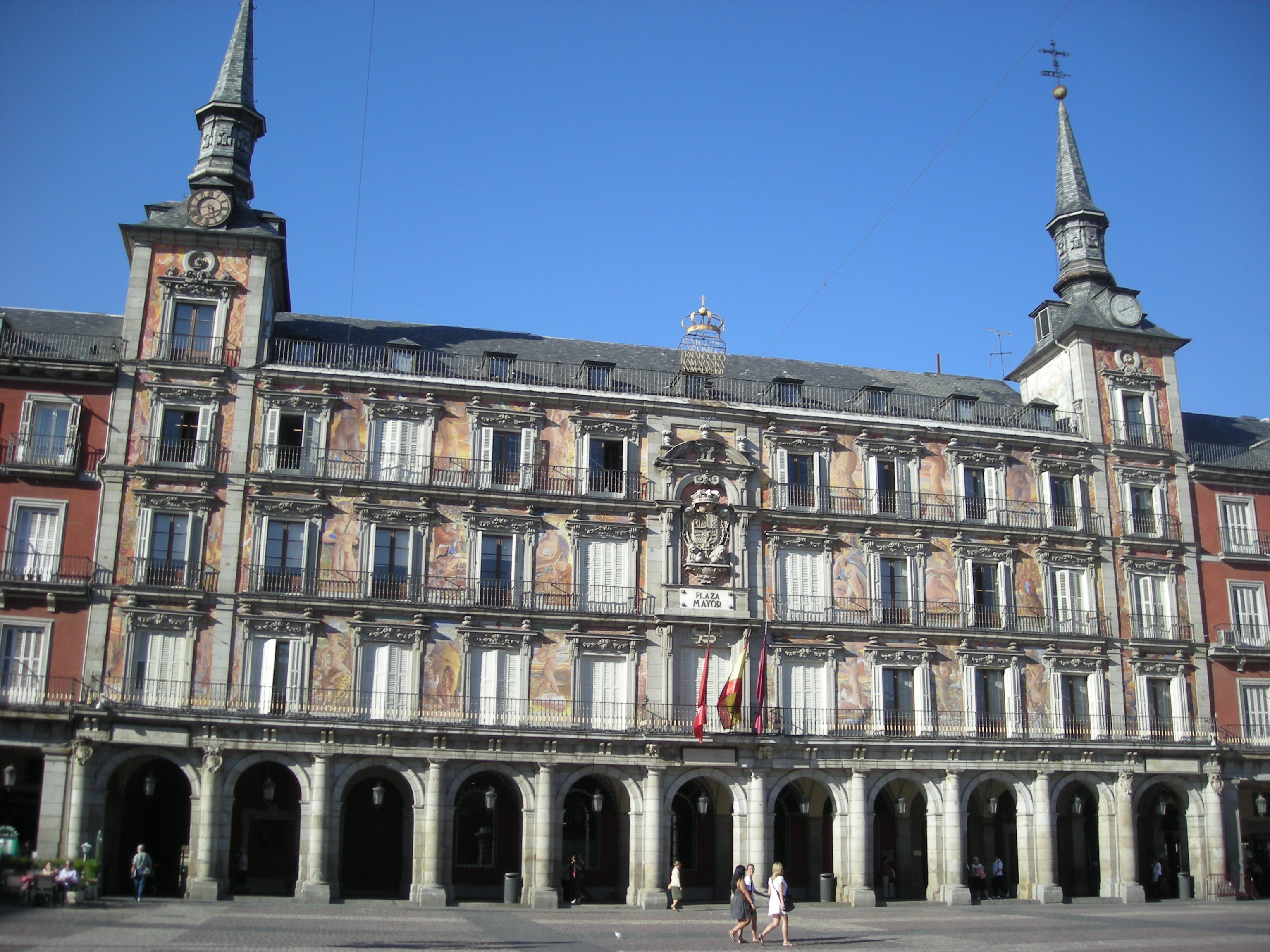
Casa de la Panadería, situada en el lado norte de la Plaza Mayor de Madrid. Desde sus balcones la corporación municipal, acompañada de heridos y de familiares de los fallecidos en la Jornada del 7 de julio, presidió el desfile de las fuerzas que habían vencido a la Guardia Real sublevada.

Como los liberales moderados quedaron completamente desprestigiados por la actitud ambigua que, al menos los «anilleros», mantuvieron durante el golpe de Estado, el rey se vio obligado a nombrar el 5 de agosto un gabinete integrado por liberales exaltados cuyo hombre fuerte era el general Evaristo San Miguel, uno de los héroes del 7 de julio, que ocupaba la Secretaría del Despacho de Estado. Uno de sus integrantes era el general Miguel López de Baños, que como San Miguel, había participado en el pronunciamiento de Riego. El resto de secretarios del Despacho eran Mariano Egea, en Hacienda; Felipe Navarro, en Gracia y Justicia; Dionisio Capaz, en Marina; Francisco de Paula Fernández Gascó, en Gobernación; y José Manuel Vadillo, en Ultramar.
El 24 de septiembre se celebraron en Madrid los actos conmemorativos de la «Jornada del 7 de julio» con un desfile en la que participaron todas las fuerzas que habían vencido a la Guardia Real sublevada. Durante la comida militar que se celebró a continuación el nuevo jefe político Juan Palarea pronunció un discurso en homenaje «a los que defendieron su libertad en la plazas y calles de esta capital». A continuación fueron llevados en hombros los «héroes del 7 de julio», incluido el general napolitano Guglielmo Pepe, entre vítores y la música del Himno de Riego. La celebración terminó por la noche en el teatro, donde se representó la obra de contenido político Coletilla en Navarra. Al acabar la función la fiesta popular todavía continuaba en la Plaza de la Constitución con tres bandas de música que tocaban desde los balcones de la Casa de la Panadería y de los edificios de enfrente.